# Alta Floresta
Alta Floresta é um município brasileiro do norte do estado de Mato Grosso.
Alta Floresta recebeu esse nome em referência à vegetação característica da região, composta por uma floresta alta e densa, localizada na Amazônia mato-grossense.

## Demografia

### População
Segundo o Censo 2022 do Instituto Brasileiro de Geografia e Estatística (IBGE), a população do município de Alta Floresta foi de 58 613 habitantes. Já de acordo com a estimativa de 2024, a população foi de 61 291 habitantes.

## Geografia

### Clima
O clima local é tropical chuvoso, com duas estações bem definidas: verão chuvoso e inverno seco. As temperaturas anuais variam entre 20°C e 38°C, com média de 26°C, nas as máximas podem beirar os 40°C (máxima de 37,8 °C, em 7 de setembro de 2010 e 19 de setembro de 2011). Nos meses chuvosos, pode atingir 2.750mm (o máximo acumulado em 24h foi de 182,0 mm, em 10 de janeiro de 1980).

### Bioma
O bioma de Alta Floresta é a Amazônia.

## Últimos prefeitos eleitos
| Ano  | Prefeito     | Partido | Votos  | %     | Ref    |
| ---- | ------------ | ------- | ------ | ----- | ------ |
| 2004 | Maria Izaura | PDT     | 9.014  | 34,74 | [ 15 ] |
| 2008 | Maria Izaura | PDT     | 11.592 | 42,89 | [ 16 ] |
| 2012 | Dr. Asiel    | PMDB    | 16.761 | 60,98 | [ 17 ] |
| 2016 | Dr. Asiel    | PMDB    | 11.759 | 44,56 | [ 18 ] |
| 2020 | Chico Gamba  | PSDB    | 11.739 | 42,44 | [ 19 ] |
| 2024 | Chico Gamba  | UNIÃO   | 23.912 | 82,46 | [ 20 ] |